# La Guadalupe, Teloloapan
La Guadalupe är en ort i Mexiko.   Den ligger i kommunen Teloloapan och delstaten Guerrero, i den södra delen av landet, 160 km sydväst om huvudstaden Mexico City. La Guadalupe ligger 1 477 meter över havet och antalet invånare är 129.
Terrängen runt La Guadalupe är lite bergig, och sluttar västerut. Runt La Guadalupe är det ganska glesbefolkat, med 38 invånare per kvadratkilometer. Närmaste större samhälle är Acatempan, 18,0 km öster om La Guadalupe. I omgivningarna runt La Guadalupe växer huvudsakligen savannskog.